# فرانكلين ليونارد
فرانكلين ليونارد (بالإنجليزية: Franklin Leonard)‏ هو شخصية أعمال أمريكي، ولد في القرن العشرين.

## وصلات خارجية
- فرانكلين ليونارد على موقع IMDb (الإنجليزية)
- فرانكلين ليونارد على موقع ميوزك برينز (الإنجليزية)
- فرانكلين ليونارد على موقع قاعدة بيانات الفيلم (الإنجليزية)